# Luníkov
Luníkov je vesnice, část obce Žižice v okrese Kladno ve Středočeském kraji. Leží na Červeném potoce necelý kilometr severovýchodně od Žižic, oddělený Žižickým rybníkem a zhruba šest kilometrů severovýchodně od města Slaného. V roce 2011 zde trvale žilo 57 obyvatel.

## Historie
První písemná zmínka o vesnici pochází z roku 1185.
V 15. a do poloviny 16. století náležela rodu Lunikovským z Vranného uváděným na Blahoticích. Jedním z posledních byl urozený pán Jiřík Luníkovský, který zemřel roku 1551. Nedaleko obce bylo nalezeno pohanské pohřebiště odkryté Václavem Krolmusem.

## Obyvatelstvo
| Rok            | 1869 | 1880 | 1890 | 1900 | 1910 | 1921 | 1930 | 1950 | 1961 | 1970 | 1980 | 1991 | 2001 | 2011 | 2021 |
| -------------- | ---- | ---- | ---- | ---- | ---- | ---- | ---- | ---- | ---- | ---- | ---- | ---- | ---- | ---- | ---- |
| Počet obyvatel | 117  | 123  | 153  | 155  | 140  | 162  | 121  | 59   | 83   | 68   | 60   | 43   | 52   | 57   | 71   |
| Počet domů     | 16   | 14   | 15   | 17   | 17   | 21   | 22   | 25   | 25   | 19   | 19   | 20   | 20   | 25   | 25   |

## Obecní správa
Při sčítání lidu v letech 1850–1960 Luníkov byl samostatnou obcí, se kterým patřil nejprve do okresu Slaný, ale od roku 1960 v okrese Kladno. Od 1. července 1960 je částí obce Žižice v okrese Kladno. V letech 1850–1920 k obci patřily Blahotice a Vítov.

## Osobnosti
- Václav Bečvář (1913–1945), policista